# Stygnomma fuhrmanni
Espèce
Stygnomma fuhrmanni est une espèce d'opilions laniatores de la famille des Stygnommatidae.

## Distribution
Cette espèce est endémique du département d'Antioquia en Colombie. Elle se rencontre vers Angelópolis.

## Description
Le mâle syntype mesure 5 mm.

## Systématique et taxinomie
Cette espèce a été décrite par Roewer en 1912.

## Étymologie
Cette espèce est nommée en l'honneur d'Otto Fuhrmann.

## Publication originale
- (de) Roewer, « Beitrag zur Kenntnis der Weberknechte Kolumbiens. Voyage d'exploration scientifique en Colombie », Mémoires de la Société neuchâteloise des Sciences naturelles, vol. 5, no 2,‎ 1912, p. 139-159 (lire en ligne)